# Georges Palante
Georges Toussaint Léon Palante (Pas-de-Calais, Francia, 20 de noviembre de 1862 - Hillion, 5 de agosto de 1925) fue un filósofo individualista francés. Licenciado en Letras y Filosofía. 

## Trayectoria
Llegó a las conclusiones de Max Stirner a partir de la lectura de Nietzsche, también le influyó la teoría del psicoanálisis de Freud. Palante llamó "la sensibilité individualiste" a su propia reacción contra todas las constricciones sociales, constricciones a las que las individualidades no deben someterse. A menudo se encuentra cercano al individualismo libertario clásico, si bien no distingue explícitamente entre sociedad y Estado: "La sociedad -escribió - es tan tiránica como el Estado, si no más. Esto es porque entre la coerción estatal y la coerción social no hay más que una diferencia de grado", por lo que este autor queda enmarcado dentro de una forma de egoísmo aristocrático.
Su obra más importante data de 1901 y supone un ataque al positivismo durkheimiano entonces reinante en la Academia francesa. Se titula "Précis de Sociologie". En el conjunto de su obra, Palante se opone a los dogmas marxistas, cuyas últimas consecuencias define como "capitalismo de Estado", proponiendo como alternativa una figura semejante al Único stirneriano, el Arista, o "artista de la excelencia", quien se federaría en micro-sociedades electivas y que se opondría tanto al hombre-de-buena-voluntad de Kant como al principio rousseauniano de la voluntad general.
Palante es por aquel entonces un profesor de filosofía de bachillerato que porfía por entrar en la universidad parisina, dando clases de filosofía en varios liceos de la región de la Bretaña francesa, principalmente en el de Saint-Brieuc. Sin embargo, la lectura de su trabajo doctoral ("Les antinomies entre l´individu et la société") será rechazada por la Universidad en 1912.
Se suicida en Hillion el 5 de agosto de 1925.

## Impacto de su obra
La obra de Palante perdurará a través de los escritores franceses Louis Guilloux y Jean Grenier ambos alumnos de Palante y este último profesor de Albert Camus, autor este que lo cita en su "L'homme révolté" (El hombre rebelde, 1951) al hablar de su “individualista altruista” (en la línea del “anarca” de "Eumeswil", de Ernst Jünger, 1977), un año antes de su ruptura con Jean-Paul Sartre. En 1989, el filósofo francés, Michel Onfray, publica su ensayo "Physiologie de Georges Palante, un nietzschéen de gauche", que será principalmente el que recuperará su memoria. Posteriormente, en el año 2000, se reeditan sus obras completas.